# Peyrouzet
Peyrouzet település Franciaországban, Haute-Garonne megyében. Lakosainak száma 81 fő (2022. január 1.). Peyrouzet Aulon, Aurignac, Cassagnabère-Tournas és Saint-Élix-Séglan községekkel határos.

## Népesség
A település népességének változása:
| Lakosok száma | 81   | 62   | 58   | 94   | 95   | 92   | 84   | 82   | 80   | 81   |
|               | 1968 | 1982 | 1990 | 2006 | 2013 | 2015 | 2017 | 2019 | 2020 | 2022 |